# Charles Rogier

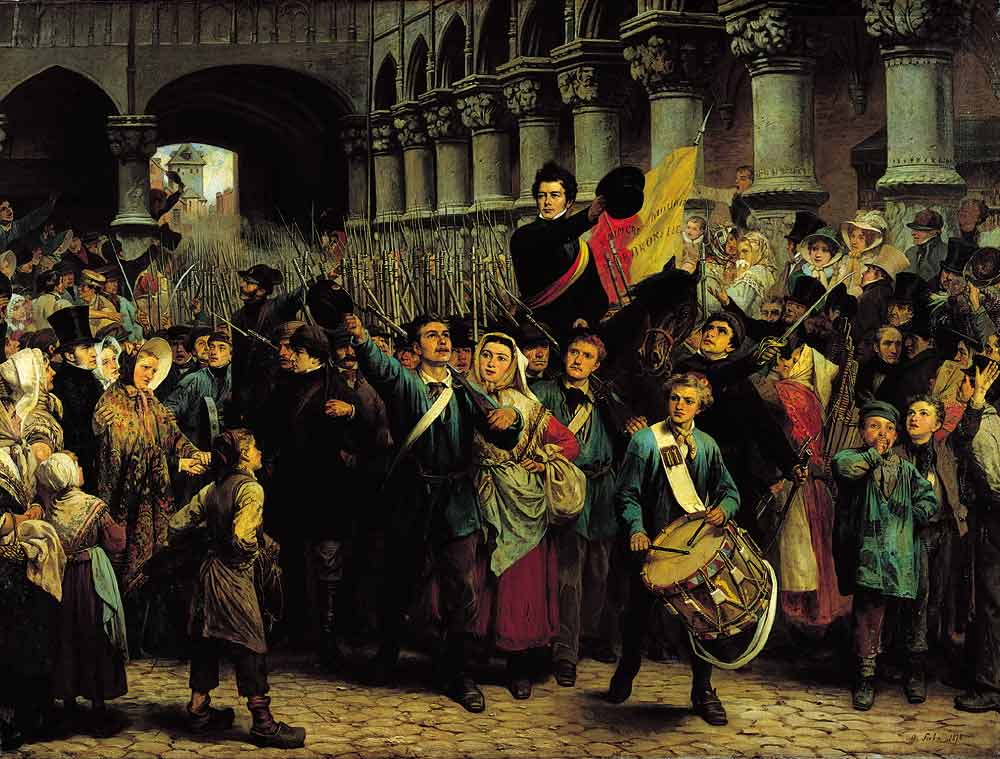
Rogier a liège-i önkéntesek élén. Charles Soubre (1821-1895) festménye 1878-ból.

Charles Latour Rogier  (1800. augusztus 17. - 1885. május 27.) belga politikus és államférfi volt, Belgium miniszterelnöke először 1847 és 1852, majd 1857 és 1868 között.

## Élete
1800-ban a franciaországi Saint-Quentin-ben született. A család Belgiumból vándorolt ki Franciaországba és apja a francia hadsereg tisztje lett. Miután id. Rogier elesett az 1812-es oroszországi hadjáratban, a család visszaköltözött Liège-be, ahol a legidősebb fiú, Firmin, egyetemi professzori állást kapott.
Jogi tanulmányait a Liège-i Egyetemen végezte, és ugyanott 1824-ben ügyvédi gyakorlatot nyitott, de jóval több időt szentelt újságírói tevékenységének és írásaiban hevesen támadta a Belgiumot akkor uraló Egyesült Holland Királyság kormányát. Barátaival, Paul Deveaux-al és Joseph Lebeau-val közösen megalapították a radikális Mathieu Laensbergh, későbbi nevén a Le politique című lapot, amely nagy szerepet játszott abban, hogy a katolikus és liberális párti politikusok összefogtak Belgium szabadságának kivívása érdekében.
Az 1830. augusztusi felkelés kirobbanásakor Rogier 300 Liègeois (városi polgár) önkéntes élén Brüsszelbe vonult, ahol a felkelés vezetői közül az egyik legenergikusabb és legaktívabb volt. Tagja lett az októberben megalakított ideiglenes kormánynak. I. Lipót belga király 1831-es trónra lépése után Antwerpen kormányzójának nevezték ki.
A belga állam megalapításától kezdve töltött be kormányzati pozíciókat (1832-ben belügyminiszter, 1840-ben közmunkaügyi miniszter), 1834-ben kezdeményezésére és a parlament jókora ellenállásával fogadták el az első vasútvonal megépítéséről szóló törvényt. 1833-ban megszervezte az első szépművészeti kiállítást Brüsszelben, megalapította az állami levéltárat, 
1847. augusztus 12-én megalakította saját, liberális politikusokból álló kormányát, amely 1852. szeptember 28-áig volt hatalmon. 1848-ban kormányzása alatt tört ki Franciaországban a forradalom, amelynek során elkergették I. Lajos Fülöp francia királyt. Rogier elővigyázatosságból kitoloncolta az országból a nemrég menedékjogot kapott Karl Marxt, aki akkor már a brüsszeli német munkások szervezésével töltötte idejét, és megírta a Kommunista kiáltványt. Később III. Napóleonnal szemben sikeresen biztosította be Belgium függetlenségét.
1857 és 1861 között belügyminiszter, 1861 és 1867 között külügyminiszter. Második kormánya 1857. november 9-étől 1868. január 3-áig volt hatalmon. 1860-ban kezdeményezésére fogadták el a Brabançonne-t mint Belgium nemzeti himnuszát. Lemondása után kinevezték államminiszterré, majd 1878-ban a képviselőház elnöke lett.
Több, mint 20 évig viselt kormányzati pozíciókat és 50 évig volt tagja a belga parlamentnek. Politikai pályafutása csak egy alkalommal szakadt meg, az 1854-es választások során, amikor Antwerpenben indult és ellenfelei azt terjesztették róla, hogy szocialista nézeteket vall.
1861. május 1-jén a belga nép adományaként egy házat kapott Brüsszelben, mivel korábban nem fogadott el fizetséget a miniszteri posztokért és ezért nem volt elég pénze, hogy saját házat vegyen. 1885-ben Brüsszelben, a Sint-Joost-ten-Node kerületben halt meg, nevét ma város egyik legforgalmasabb tere, a Rogierplein (franciául: Place Rogier) viseli.

### Az első Rogier-kormány tagjai
| Miniszteri tiszt       | Név                    | Párt      |
| ---------------------- | ---------------------- | --------- |
| Külügyminiszter        | Constant d'Hoffschmidt | Liberális |
| Belügyminiszter        | Charles Rogier         | Liberális |
| Igazságügyminiszter    | François de Haussy     | Liberális |
| Pénzügyminiszter       | Laurent Veydt          | Liberális |
| Közmunkaügyi miniszter | Walthère Frère-Orban   | Liberális |
| Hadügyminiszter        | Félix Chazal           | Liberális |

#### Változások
- 1848. július 18.
  - Laurent Veydt lemondott pénzügyminiszteri posztjáról, helyét Walthère Frère-Orban vette át.
  - Walthère Frère-Orban lemondott közmunkaügyi miniszteri posztjáról, helyére Henri Rolin került.
- 1850. augusztus 12.
  - François de Haussy lemondott igazságügyminiszteri posztjáról, helyére Victor Tesch került.
  - Henri Rolin lemondott közmunkaügyi miniszteri posztjáról, helyére Emile Van Hoorebeke került
- 1852. szeptember 17.
  - Walthère Frère-Orban lemondott pénzügyminiszteri posztjáról, helyét Charles Liedts vette át.

### A második Rogier-kormány tagjai
| Miniszteri tiszt       | Név                  | Párt      |
| ---------------------- | -------------------- | --------- |
| Külügyminiszter        | Adolphe de Vrière    | Liberális |
| Belügyminiszter        | Charles Rogier       | Liberális |
| Igazságügyminiszter    | Victor Tesch         | Liberális |
| Pénzügyminiszter       | Walthère Frère-Orban | Liberális |
| Közmunkaügyi miniszter | Joseph Partoes       | Liberális |
| Hadügyminiszter        | Edouard Berten       | Liberális |

#### Változások
- 1859. január 14.
  - Joseph Partoes lemondott közmunkaügyi miniszteri posztjáról, helyét Jules Vanderstichelen vette át.
- 1859. április 6.
  - Edouard Berten lemondott hadügyminiszteri posztjáról, helyét Félix Chazal vette át.
- 1861. október 26.
  - Adolphe de Vrière lemondott külügyminiszteri posztjáról, helyét Charles Rogier vette át.
  - Rogier lemondott belügyminiszteri posztjáról, helyét Alphonse Vandenpeereboom vette át.
- 1865. november 12.
  - Victor Tesch lemondott igazságügyi miniszter posztjáról, helyét Jules Bara vette át.
- 1866. december 13.
  - Félix Chazal lemondott hadügyminiszteri posztjáról, helyét Auguste Goethals vette át.

## Fordítás
- Ez a szócikk részben vagy egészben  a   Charles Rogier című angol Wikipédia-szócikk fordításán alapul.  Az eredeti cikk szerkesztőit annak laptörténete sorolja fel. Ez a jelzés csupán a megfogalmazás eredetét és a szerzői jogokat jelzi, nem szolgál a cikkben szereplő információk forrásmegjelöléseként.

1. ↑  ODIS. (Hozzáférés: 2022. június 19.)